# Rudolf Frantz
Pour les articles homonymes, voir Frantz.
Rudolf Frantz (1873 - † 1950) est un général allemand. Durant la Première Guerre mondiale, il a reçu la croix Pour le Mérite, le 25 juillet 1917.

## Biographie
Rudolf Frantz naît le 6 juillet 1873 à Sarrebourg en district Lorraine. Cette zone frontalière du district de Lorraine est alors un secteur fortement militarisé du Reich allemand. Le jeune Rudolf s'engage le 31 mai 1892, comme Fahnenjunker, dans le 1. Rheinische Pionier-Bataillon Nr. 8, affecté à Coblence. Alors qu'il poursuit sa formation militaire à l'école d'artillerie, il est promu Sekondeleutnant le 18 november 1893. En 1899, le jeune officier est affecté aux fortifications de Strasbourg. Il suit ensuite une formation à l'académie militaire, où il est promu Oberleutnant, le 18 avril 1901. Affecté au Westfälische Pionier-Bataillon Nr. 7 à Cologne, il sert ensuite à l’État-major, où il passe Hauptmann, capitaine, en 1907, puis Major (Allemagne), commandant, le 1er octobre 1913. À la veille de la Première Guerre mondiale, il sert à l’État-major de la 3e Reserve-Division.

## Première Guerre mondiale
Avec la 3e Reserve-Division, le commandant Frantz est envoyé sur le Front de l'Est, où il prend part à la première offensive majeure sur le front russe. Après la bataille de Gumbinnen, le 20 août 1914, il prend part avec sa division à la bataille de Tannenberg du 26 au 30 août 1914. Les combats se poursuivent durant tout l’hiver. En février 1915, son unité se bat devant Lomsha-Osowiec. En août 1915, Frantz est affecté à l’État-major du 1er corps d'Armée. En décembre 1916, Frantz sert comme officier d'État-major dans la 9e armée, avant d'être de nouveau affecté à l’État-major du 1er corps d'Armée. Pour ses mérites, Rudolf Frantz reçoit la croix Pour le Mérite le 25 juillet 1917. En février 1918, il est affecté à l’État-major de la 8e armée.

## Entre-deux-guerres
Après la Première Guerre mondiale, Rudolf Frantz sert en Silésie. Le 1er mai 1920, il sert ensuite comme officier d'État-major dans la 3e Kavallerie-Division. Frantz est promu Oberstleutnant , le 18 mai 1920, puis Oberst, le 31 décembre 1920. Il est ensuite affecté administrativement à la réserve. Le 27 août 1939, jour anniversaire de la Bataille de Tannenberg, on lui accorde le grade de Generalmajor, général de brigade, une promotion tardive qui couronne ainsi sa longue carrière. Ayant dépassé l'âge de la retraite, Rudolf Frantz n'eut cependant pas de commandement durant la Seconde Guerre mondiale.
Rudolf Frantz décéda le 29 juin 1950, à Cassel, en Hesse.